# Vysoký grúň (Laborecká vrchovina)
Vysoký grúň (polsky Wysoki Groń, 904 m n. m.) je zalesněný kopec v Laborecké vrchovině na slovensko-polské státní hranici. Nachází se v hraničním hřebeni mezi vrcholy Hlboký vrch (Glęboki Wierch, 890 m) na západě a Wierch nad Łazem (857 m) na východě. Severní polské svahy spadají do údolí řeky Osława, jižní slovenské do údolí potoka Rieka. Jedná se o nejvyšší bod Laborecké vrchoviny.

## Přístup
- po červené  značce z rozcestí Hlboký vrch
- po červené  značce od samoty Balnica